# Alexander Gelfond
Alexander Gelfond   (Sant Petersburg, 11 d'octubre de 1906 (Julià) - Moscou, 7 de novembre de 1968) va ser un matemàtic soviètic.
Nascut a Sant Petersburg de pares metges, el seu pare també tenia inquietuds filosòfiques marxistes. A partir de 1924 va estudiar matemàtiques a la universitat Estatal de Moscou en la qual es va graduar el 1927 i va continuar estudis de postgrau sota la direcció d'Aleksandr Khintxin i de Viatxeslav Stepànov. El curs 1929-1930 va ser professor de la universitat tècnica estatal de Moscou. Des de 1930 fins a la seva mort va ser professor de la universitat estatal de Moscou, ocupant la càtedra de teoria de nombres, a més de col·laborar des del 1933 amb l'Institut Steklov de Matemàtiques.
Gelfond és recordat pels seus treballs sobre nombres transcendents i, en particular, per haver donat el 1934 una solució completa del setè problema de Hilbert. Va publicar una centena llarga d'articles, monografies i llibres sobre aquest tema i sobre funcions de variable complexa.